# Ministeri d'Afers Exteriors de Finlàndia
El Ministeri d'Afers Exteriors de Finlàndia (finès: Ulkoasiainministeri, suec: Utrikesminister) s'encarrega dels afers exteriors de la República de Finlàndia. El Ministre actual d'Afers Exteriors és Timo Soini.
- Paavo Väyrynen: s'encarrega de la cooperació al desenvolupament i les relacions econòmiques amb l'estranger, igual que coordina la política de les àrees properes.
- Jan Vapaavuori: s'encarrega del Secretariat de la Cooperació Nòrdica.
- Alexander Stubb: s'encarrega de la resta de temes de política exterior finlandesa.